# Шамбхуварман (царь Тямпы)
Шамбхуварман (Самбхуварман) или Прашастадхарман — тямский царь, правивший во 2-й половине VI века на территории Центрального Вьетнама, сын царя Рудравармана I. Центром государства Шамбхувармана была долина реки Тхубон (современная вьетнамская провинция Куангнам), в его сохранившихся надписях на санскрите впервые появляется термин Тямпа (Чампа).

## Упоминания в надписях долины Тхубон. Происхождение
Тямский царь Шамбхуварман-Прашастадхарман упоминается в санскритских надписях долины реки Тхубон. Ему принадлежит текст на стороне А двойной надписи на стеле из Мишона (номер надписи C.73, сторона А), где рассказывается о том как Шри Прашастадхарман, коронованный под именем Шри Шамбхуварман, «скромный, чрезвычайно сильный, выдающийся добродельными качествами царь», вместе с жрецом Дурввалирамбхасами и Джатарупа восстановил храм в Мшоне и учредил культ ишвары Шамбхубхадрешвары («Благодетельного и благосклонного Господа»), который «дарует счастье царству (стране) Чампа». Кроме того, данной надписью Шамбхуварман подтверждал пожалования земель храму Бхадрешвары в Мишоне, совершённые ранее царём Бхадраварманом I). В тексте надписи содержится указание на V век эры шака (между 478 и 578 годами н. э.). Данные надписи C.73А позволяют сделать вывод, что при Шамбхувармане уже существовало представление о царстве Тямпа (Чампа).
В надписи на стороне А стелы, установленной тямским царём Викрантаварманом I (Пракашадхарманом) в Мишоне в 658 году (номер надписи C.96), содержатся обрывочные сведения о происхождении Шамбхувармана и его месте в череде ранних тямских правителей. Судя по контексту, Шамбхуварман принадлежал к династии тямских царей долины реки Тхубон, основанной за несколько поколений до него неким Гангараджей. Династия эта, исходя из содержания надписей, происходила одновременно из варн брахманов и кшатриев. Относительно происхождения самого Шамбхувармана говорится, что он был сыном «того большой силы царя Шри Рудравармана», в связи с чем делается вывод, что Шамбхуварман был сыном и преемником тямского царя Рудравармана I. В этой же надписи сказано, что «от этого царя Шри Шамбхувармана, известного силой, (который) восстановил на земле этого Шамбхубхадрешу, родился следующий прославленный законный сын, великолепный Кандарпадхарман, царь, который был подобен воплощению Дхармы».
На стороне А стелы, установленной тямским царём Викрантаварманом II перед главным храмом Мишона в 741 году (номер надписи C.74), содержится надпись, повествующая том, что «царь Шамбхуварман сделал кирпичный алтарь, покрытый снаружи серебром, который поддерживал Лакшми». Кроме того, Шамбхуварман упоминается в недатированной надписи Викрантавармана II на стороне В мишонской стелы (номер надписи C.99).

## Упоминания в китайских и кхмерских источниках
Французские ориенталисты Жорж Масперо, Жорж Сёдес, а вслед за ними и российский востоковед Э. О. Берзин, отождествляли Шамбхувармана с царём Линьи Фань Фань Чжи, известным из древнекитайских источников. Этот царь направлял нерегулярные посольства с данью ко двору китайских императоров в период с 595 по 628 годы, при нём царство Линьи в 605 году было разгромлено и на короткое время захвачено китайскими войсками под командованием полководца Лю Фана (Лю Фына). По мнению Масперо и Берзина, Шамбхуварман также поддерживал дипломатические отношения с царём Ченлы Махендраварманом, о чём свидетельствует надпись К.53 из Кдей Анг (Анг Чумник), в которой говорится о Синхадеве (Симхавармане), направленном Махендраварманом посланником в Чампу в 605 году, как раз во время захвата её китайцами.